# I-räl
I-räl (betyder isolerad räl) är den räl i ett järnvägsspår som leder strömmen i den spårledning som ger säkerhetssystemet indikation om hinder på spåret. Den andra rälen kallas S-räl och leder drivströmmen från tågens motorer. I-rälen spänningssätts oftast med mellan 5 och 10 volt. Detta transformeras sedan upp i ställverk utmed linjen.
I-rälen är vanligen den högra (inre) rälen vid dubbelspår. I-räl och S-räl byter ibland sida med en "Z-koppling".